# Flavio Giupponi
Flavio Giupponi (nascido a 9 de maio de 1964 em Bérgamo) foi um ciclista italiano, profissional entre finais da década de 1980 e princípios de 1990.

## Palmarés
- 1984
- Settimana Ciclistica Lombarda
- Giro do Vale de Aosta

- 1985
- Giro delle Regioni, mais 1 etapa

- 1989
  - 2.º no Giro d'Italia, mais 1 etapa

- 1990
  - 3.º no Campeonato da Itália de Ciclismo em Estrada
- Giro dos Apeninos

## Resultados em Grandes Voltas
| Corrida            | 1985 | 1986 | 1987 | 1988 | 1989 | 1990 | 1991 | 1992  | 1993 | 1994 |
| ------------------ | ---- | ---- | ---- | ---- | ---- | ---- | ---- | ----- | ---- | ---- |
| Giro d'Italia      | -    | 43.º | 5.º  | 4.º  | 2.º  | 17.º | Ab.  | 14.º  | 11.º | 17.º |
| Tour de France     | -    | -    | -    | -    | -    | Ab.  | -    | -     | -    | -    |
| Volta a Espanha    | -    | -    | -    | -    | Ab.  | -    | Ab.  | 101.º | Ab.  | Ab.  |
| Mundial em Estrada | -    | -    | -    | -    | -    | -    | -    | -     | -    | -    |